# 서경석 (카누 선수)
서경석(徐敬錫, 1970년 4월 9일~)은 대한민국의 카누 선수로, 1988년 하계 올림픽에 참가했다.